# Oragua stylata
Oragua stylata är en insektsart som beskrevs av Victor Antoine Signoret 1854. Oragua stylata ingår i släktet Oragua och familjen dvärgstritar. Inga underarter finns listade i Catalogue of Life.